# Skróty i skrótowce używane w NATO
Oto lista skrótów używanych w NATO.